# Nikolas Salašovič
Nikolas Salašovič (* 20. září 1994 v Praze) je český fotbalový záložník a bývalý mládežnický reprezentant České republiky. Jeho fotbalovým vzorem je španělský záložník Xavi.

## Klubová kariéra
Svoji fotbalovou kariéru začal ve Slavii Praha, kde prošel všemi mládežnickými kategoriemi. Před sezonou 2014/15 se propracoval do prvního týmu, nastoupil však pouze v jednom zápase ligového poháru a v roce 2016 odešel hostovat v klubu FK Písek. Po návratu přestoupil zpět do svého mateřského lubu FK Motorlet.

## Reprezentační kariéra
Salašovič nastupoval za české mládežnické reprezentace od kategorie U16.